# Guido de Moor
Guido Anthony Christiaan (Guido) de Moor (Den Haag, 31 augustus 1937 – aldaar, 19 september 1989) was een Nederlands acteur en toneelregisseur.

## Loopbaan
Guido de Moor deed in 1960 eindexamen aan de Amsterdamse Toneelschool en debuteerde in dat jaar bij het Rotterdams Toneel in het experimentele theaterstuk De gelijkbenigen van Piet Sterckx. In 1962 verbond hij zich aan de Haagse Comedie, waar hij in 1971 Paul Steenbergen opvolgde als artistiek leider.
De Moor speelde vele toneelrollen. Met de Haagse Comedie speelde hij in 1981 Mackie Messer in de Driestuiversopera van Berthold Brecht en Kurt Weill en twee jaar later de hoofdrol in Good van de Schotse auteur C.P. Taylor. Lovende kritieken kreeg De Moor in 1987 toen hij de hoofdrol speelde in Het Wijde Land van Arthur Schnitzler in de uitvoering van het Publiekstheater, als oude man die zijn jonge jaren door de vingers heen ziet glippen. In datzelfde stuk had De Moor 20 jaar tevoren de rol gespeeld van knappe jonge man die een liaison met zijn vrouw heeft en waarin de oude man zelf (Friedrich Hofreiter) werd gespeeld door Ko van Dijk.
De Moor was bij de Haagse Comedie ook regisseur. In 1982 regisseerde hij Romeo en Julia (met in de mannelijke hoofdrol Gijs Scholten van Asschat) en in 1983 Hamlet. In het jaar ervoor regisseerde hij De gelaarsde kat van Ludwig Tieck, dat hij mede had bewerkt.
De Moor was van 1960 tot 1988 te zien op de Nederlandse en Belgische televisie in diverse producties, zoals Tenzij anders voorgeschreven (1960, Nederland), Verlaat gesprek (1967, België), Flanagan (1975, hoofdrol) en Ons soort mensen (1988).

## Prijzen  en eerbewijzen
De Moor was meervoudig winnaar van de Louis d'Or theaterprijs ( in 1972, 1986, 1987 en 1989). Bij de vierde uitreiking in 1989, voor zijn rol in Hebriana van Lars Norén bij Het Nationale Toneel, wilde de al zieke De Moor de ceremonie zelf niet bijwonen, maar liet zich vertegenwoordigen door zijn zoon en dochter. Bij die gelegenheid liet hij de Paul Steenbergenprijs, die hij in 1985 kreeg van Paul Steenbergen, doorgeven aan Willem Nijholt.
Postuum
De Guido de Moor-prijs, een prijs voor de meest belovende acteur of actrice van Het Nationale Toneel, is vernoemd naar De Moor. In Den Haag werd in 1990 de Guido de Moorstraat naar hem vernoemd in de wijk Wateringse Veld en tevens is de repetitieruimte van de Koninklijke Schouwburg te Den Haag naar hem vernoemd: de Guido de Moorzaal.

## Persoonlijk
De Moor was de zoon van de schilder Christiaan de Moor (1899-1981) en diens tweede vrouw de Italiaanse zangeres Myriam Iswara Bozzelli.  Hijzelf was getrouwd met actrice Trins Snijders en vader van Martine de Moor (actrice, die op haar beurt trouwde met acteur Aus Greidanus (1950)) en Jasper de Moor (kunstenaar en acteur).
Aan het eind van zijn leven leed De Moor aan longkanker en was hij aan een rolstoel gekluisterd. Hij liet zich onsuccesvol behandelen in een kliniek in Zwitserland. Guido de Moor overleed op 19 september 1989 in Den Haag.